# Iefim Txulak
Iefim Txulak   (Ceadîr-Lunga, 15 de juliol de 1948) és un jugador de voleibol rus, ja retirat, que va competir sota bandera de la Unió Soviètica durant les dècades de 1960 i 1970.
Nascut a l'RSS de Moldàvia, s'inicià en el voleibol amb 11 anys, després de jugar a futbol, bàsquet i boxa. Amb 16 anys passà a formar part de l'equip nacional juvenil i el 1969 ja començà a jugar amb la selecció nacional absoluta.
El 1972 va prendre part en els Jocs Olímpics de Múnic, on guanyà la medalla de bronze en la competició de voleibol. Quatre anys més tard, als Jocs de Mont-real, guanyà la medalla de plata en la mateixa competició.
En el seu palmarès també destaca una medalla de plata al Campionat del Món de voleibol de 1974. així com dues medalles d'or al Campionat d'Europa de voleibol, el 1971 i 1975. Pel que fa a clubs, jugà al CSKA de Moscou, guanyant un total de sis lligues soviètiques (1972-1977) i quatre edicions de la Copa d'Europa (1973, 1974, 1975 i 1977). Un cop retirat passà a exercir d'entrenador en diferents equips soviètics. El 1990 emigrà a Israel i el 1995 al Canadà, país on viu i del qual va obtenir la nacionalitat.